# (17815) Kulawik
(17815) Kulawik (1998 FM113) – planetoida z pasa głównego asteroid okrążająca Słońce w ciągu 3,67 lat w średniej odległości 2,38 j.a. Odkryta 31 marca 1998 roku.